# Port lotniczy Wenzhou-Yongqiang
Port lotniczy Wenzhou-Yongqiang (IATA: WNZ, ICAO: ZSWZ) – port lotniczy położony 24 km na południowy wschód od Wenzhou, w prowincji Zhejiang, w Chińskiej Republice Ludowej.

## Linie lotnicze i połączenia
| Linia Lotnicza           | Kierunek |
| ------------------------ | --- |
| 9 Air                    | 1. Guangzhou 2. Guiyang 3. Hulun Buir |
| Chang’an Airlines        | 1. Guiyang 2. Huai’an 3. Xi’an 4. Yichang |
| Air China                | 1. Pekin 2. Pekin-Daxing 3. Changchun 4. Chengdu-Shuangliu 5. Chengdu-Tianfu 6. Chongqing 7. Guangzhou 8. Guiyang 9. Mediolan-Malpensa 10. Seul-Inczon 11. Taiyuan 12. Tiencin 13. Xi’an 14. Zhengzhou                                                                          |
| Air Macau                | 1. Makau |
| Beijing Capital Airlines | 1. Lianyungang 2. Shijiazhuang |
| Cathay Pacific           | 1. Hongkong |
| Chengdu Airlines         | 1. Anqing 2. Chengdu-Shuangliu 3. Chengdu-Tianfu 4. Guiyang 5. Hengyang |
| China Eastern Airlines   | 1. Pekin-Daxing 2. Enshi 3. Guangzhou 4. Jieyang 5. Kunming 6. Madryt 7. Rzym-Fiumicino 8. Szanghaj-Pudong 9. Taiyuan 10. Wuhan 11. Xi’an |
| China Express Airlines   | 1. Chongqing 2. Ezhou 3. Qianjiang |
| China Southern Airlines  | 1. Changchun 2. Changsha 3. Dalian 4. Guangzhou 5. Guiyang 6. Haikou 7. Nanning 8. Shenzhen 9. Urumczi 10. Wuhan 11. Zhengzhou |
| China United Airlines    | 1. Baotou 2. Pekin-Daxing 3. Changchun 4. Changsha 5. Chengdu-Tianfu 6. Chongqing 7. Dongying 8. Foshan 9. Fuyang 10. Guangzhou 11. Haikou 12. Hanzhong 13. Harbin 14. Kunming 15. Luzhou 16. Sanya 17. Shenyang 18. Shenzhen 19. Shijiazhuang 20. Tiencin 21. Xi’an 22. Zhuhai |
| Chongqing Airlines       | 1. Chongqing 2. Wanzhou 3. Yichun (Jiangxi) |
| Citilink                 | Czartery: 1. Dżakarta |
| GX Airlines              | 1. Fuyang 2. Jining |
| Hainan Airlines          | 1. Pekin 2. Chongqing 3. Haikou 4. Shenzhen 5. Urumczi 6. Wuhan 7. Zhuhai |
| Hebei Airlines           | 1. Shijiazhuang 2. Xiamen |
| Juneyao Airlines         | 1. Changsha 2. Guiyang 3. Zhengzhou |
| Loong Air                | 1. Changzhou 2. Chongqing 3. Guiyang 4. Jingzhou 5. Lanzhou 6. Singapur 7. Tokio-Narita 8. Wuhan 9. Xiangyang 10. Xishuangbanna 11. Yinchuan 12. Zhangye 13. Zunyi |
| Lucky Air                | 1. Kunming |
| Pacific Airlines         | Sezonowe czartery: 1. Phú Quốc |
| Qingdao Airlines         | 1. Changchun 2. Guilin 3. Guiyang 4. Qingdao 5. Shenyang |
| Ruili Airlines           | 1. Dalian 2. Kunming |
| Shandong Airlines        | 1. Guiyang 2. Jinan 3. Qingdao 4. Zhuhai |
| Shanghai Airlines        | 1. Bangkok-Suvarnabhumi 2. Changchun 3. Changsha 4. Datong 5. Guilin 6. Guiyang 7. Harbin 8. Kunming 9. Nanning 10. Qionghai 11. Szanghaj-Pudong 12. Wuhan 13. Xi’an 14. Yantai 15. Yinchuan 16. Zhengzhou                                                                      |
| Shenzhen Airlines        | 1. Guangzhou 2. Harbin 3. Linyi 4. Sanya 5. Shenyang 6. Shenzhen 7. Tiencin 8. Xi’an 9. Yibin 10. Yuncheng 11. Zhengzhou |
| Sichuan Airlines         | 1. Chengdu-Tianfu 2. Chongqing 3. Haikou 4. Harbin |
| Tianjin Airlines         | 1. Hohhot 2. Qingdao 3. Tiencin 4. Yangzhou 5. Yulin 6. Zhengzhou |
| Tibet Airlines           | 1. Lhasa 2. Luzhou 3. Mianyang |
| T’way Air                | 1. Seul-Inczon |
| Urumqi Air               | 1. Nanchong 2. Urumczi 3. Zhanjiang |
| West Air                 | 1. Chongqing 2. Zhengzhou |